# Мальчиха (Новосибирская область)
Мальчиха — деревня в Колыванском районе Новосибирской области. Входит в состав Пихтовского сельсовета.

## География
Площадь деревни — 24 гектара.

## Население
| 2002 | 2007 | 2010 |
| ---- | ---- | ---- |
| 112  | ↗130 | ↘69  |

## История
Развитие деревни в советский период тесно связано со строительством Транссиба и лесоперерабатывающей промышленности.
В 1947 году была построена железная дорога, соединившая Пихтовский район с Транссибирской магистралью, которая прошла через сёла Коноваловка, Лаптевка, Орловка, Ершовка, Мальчиха, Марчиха, Пихтовка.
На сегодняшний день дорога разобрана, в связи с чем у жителей деревни доступ в областной центр возможен только автомобильным и автобусным транспортом.

## Инфраструктура
В деревне по данным на 2007 год функционирует 1 учреждение здравоохранения.